# 西川京子
西川 京子（にしかわ きょうこ、1945年10月2日 - ）は、日本の大学教授、政治家。元九州国際大学学長。自由民主党福岡県支部連合会顧問、「日本女性の会」副会長。
自由民主党所属の元衆議院議員（4期）。厚生労働大臣政務官（第3次小泉内閣・第3次小泉改造内閣）、厚生労働副大臣（第1次安倍改造内閣・福田康夫内閣）、文部科学副大臣（第2次安倍内閣）を務めた。
夫は元熊本県葦北郡津奈木町長の西川裕。

## 略歴
東京都青梅市生まれ。都立武蔵高校を経て1968年、早稲田大学教育学部卒業。1969年、銀行員だった西川裕と結婚し熊本へ移る。1996年、自由民主党熊本県連女性部長に就任。
2000年の第42回衆議院議員総選挙に自民党の比例九州ブロックより立候補し初当選。2003年の第43回衆議院議員総選挙も引き続き比例九州ブロック単独上位で処遇され、再選。
2005年9月11日の第44回衆議院議員総選挙では郵政民営化法案に反対票を投じた自見庄三郎元郵政大臣の対立候補として熊本から福岡に地盤を変え、自民党公認で福岡10区から立候補し3選。この選挙では当初、形勢不利の状況にあり、自民党福岡県連の幹部からは「ミカン箱に乗って1人で頑張って下さい」と言われた。西川はミカン箱に乗って各地で演説を行い、「ミカン箱オバサン」と呼ばれるようになった。当選後、支援組織名は「みかん箱の会」とした。
2008年11月18日の国籍法改正案を議題とした本会議では、法務委員会での審議が不十分として赤池誠章、牧原秀樹らと共に採決前に退席した。2009年8月30日投票の第45回衆議院議員総選挙に公明党の推薦も受け再び福岡10区から立候補したが、選挙区、比例ブロックいずれでも落選。
その後復活を目指し地元で活動を続けていたが、2012年4月6日、自民党衆議院福岡10区支部長に山本幸三が決定。西川はこれに反発し、第46回衆議院議員総選挙に無所属となっても立候補する意向を示していたが、麻生、安倍晋三らに説得され、比例九州ブロック単独候補として立候補を表明。選挙では山本以外の選挙区候補者33名が名簿1位扱いで重複立候補していたため、それら候補者に次ぐ34位の低位に置かれたにもかかわらず、自民大勝により九州地区の選挙区で敗れた候補者が2名しかいなかったため、党3人目の順位で4選、国政に復帰した。派閥は初当選以来志帥会（江藤・亀井派 - 伊吹派）に所属していたが、国政に復帰した後は為公会（麻生派）に所属。
2014年の第47回衆議院議員総選挙では比例九州ブロック単独での立候補を表明。比例順位32位であったこともあり、落選。同年12月15日、国政からの引退を表明した。
2016年9月21日、学校法人九州国際大学は10月1日付にて西川の学長就任人事を発表した。
2017年4月29日付の春の叙勲で、旭日重光章を受章。
2022年8月31日九州国際大学学長を任期満了に伴い退任。

## 政策
- 男女共同参画に対する過剰な取り組みを批判している[9]。
- 選択的夫婦別姓制度の導入に反対する[10][11]。ただし、野田聖子らが例外的に夫婦の別姓を実現させる会で推進していた例外的に家庭裁判所を通して認める夫婦別姓に関しては、「家裁が関与するなら賛成できる」と述べている[12]。
- 婚外子の相続差別解消のための民法改正に反対している[13][14]。なお最高裁判所は、2013年9月4日に相続において婚外子を差別する民法の規定が違憲であるとの判断を下している[15]。
- 2009年に自民党の特別委員会が決めた女性差別撤廃条約選択議定書批准を、外交部会で反対し覆した[11]。
- 2013年4月の衆議院予算委員会において、慰安婦問題について、「単なる売春行為」「政治的にも歴史学的にも決着していない問題を教科書に載せるのは非常に問題」と述べた[11]。
- 2014年11月5日に開かれた自民党たばこ議員連盟の第2回総会において、受動喫煙問題について、「日本人はマナーをしっかり守れる民族なので過剰な喫煙規制をするのではなく、2020年のオリンピックで海外からいらっしゃる皆様のためにもきちんと分煙をできる国づくりをしていきましょう」と発言した[16]。

## 人物

### 世界基督教統一神霊協会（旧統一協会）との関係
2001年11月25日付と26日付の「世界日報」に西川は夫婦別姓に反対する国会議員の連続インタビューで登場した。「世界日報」は世界基督教統一神霊協会（旧統一教会）の直系紙である。

## 不祥事
- 2009年2月16日、西川の私設秘書を務める長男が酒気帯び運転で福岡県警に摘発された[18]。西川は「言語道断の行為で申し訳ないの一言に尽きる。本人の処遇についても厳正に対処したい」と釈明した[19]。

## 発言
- 2018年5月3日、改憲を訴える「美しい日本の憲法をつくる福岡県民の会」の集会で、自衛隊日報問題について「（日報を）出さない方が悪いとやっているのは完全に日本のメディアではない」「（日本のテレビ局の）同じビルに中国、韓国のテレビ局が入っている。完全に乗っ取られているんですね。（改憲は）この人たちとの戦い」「以前は一部だったが、今は中枢にいるんですよ。日本人、何やってるんだと言いたい。この人たちとの戦いだということです、憲法改正は」などと発言をした[20]。
- 2021年10月、熊本県立御船高等学校創立100周年の記念式典で、「先の大戦は太平洋戦争ではない。アジア解放のための大東亜戦争」「日本は正しい戦争をした」と発言[21][22][23]。

## 所属団体・議員連盟
落選・引退により全て脱退。
- 日本の前途と歴史教育を考える議員の会[24]（事務局長）
- 日本会議国会議員懇談会（副幹事長）
- 自民党たばこ議員連盟[16]
- 平和を願い真の国益を考え靖国神社参拝を支持する若手国会議員の会
- みんなで靖国神社に参拝する国会議員の会
- 日本の領土を守るため行動する議員連盟
- 自民党動物愛護管理推進議員連盟
- 再チャレンジ支援議員連盟
- 全日本仏教会
- トラック輸送振興議員連盟
- 海事振興連盟
- 北朝鮮に拉致された日本人を早期に救出するために行動する議員連盟
- 創生「日本」
- 朝日新聞を糺す国会議員の会

## 出演番組
- 「ビートたけしのTVタックル」（テレビ朝日、2007年9月24日放送分）
- 「日いづる国より」（日本文化チャンネル桜、2014年2月28日）